# Salzburg Museum

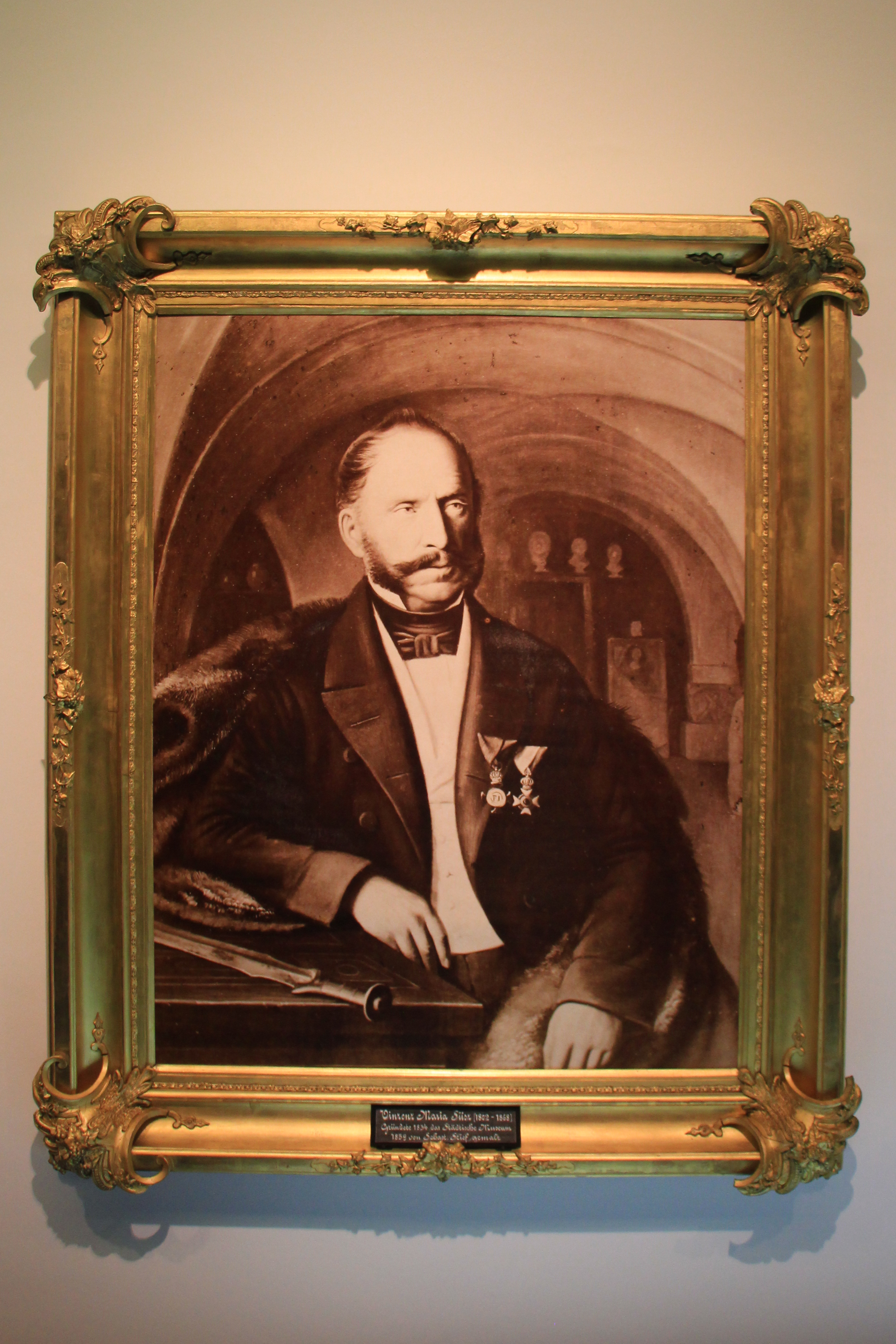
Vinzenz Maria Süß auf einem Gemälde aus dem Jahr 1839, das heute im Salzburg Museum zu sehen ist.

Das Salzburg Museum ist ein Museum für Kunst- und Kulturgeschichte von Stadt und Land Salzburg.
Zum Museum als Organisation gehören heute auch Panorama-, Festungs-, Volkskunde-, Domgrabungs- und Spielzeug-Museum sowie das Keltenmuseum Hallein (seit 2012).
Das Hauptmuseum sowie die Verwaltung befindet sich in der Neuen Residenz, ehemals Carolino Augusteum (SMCA).

## Geschichte

### Die Anfänge des Museums – Das Provincialmuseum
1834 wurde das Städtisches Arsenal in Salzburg von Vinzenz Maria Süß gegründet. 1835 wurde mit dem Besuch des damaligen Kreishauptmanns Albert Graf Montecuccoli die Ausstellung von Waffen, Büchern, Urkunden, Münzen und Mineralien für das allgemeine Publikum zugänglich. Durch Unterstützung des damaligen Salzburger Bürgermeisters Alois Lergetporer konnten in den Folgejahren weitere Räume im einstigen städtischen Getreidemagazin am Unteren Gries (heute Franz-Josef-Kai 17) dazugewonnen werden. Die ausgestellten Objekte und auch die finanziellen Einnahmen des ab 1836 bereits als Städtisches Museum bezeichneten Instituts bestanden bis 1844 ausschließlich aus Spenden Salzburger Bürger.

### Das Salzburger Museum Carolino-Augusteum im 19. Jahrhundert
1849 übernahm die Stadt Salzburg das Museum. Ab 1850 hieß das Museum Salzburger Museum Carolino-Augusteum, nachdem die in Salzburg lebende Witwe Kaiser Franz I. Caroline Auguste die Patronanz übernommen hatte, wurde aber auch Städtisches Museum genannt. 1856 wurde eine geschichtliche Abteilung im gesamten Obergeschoß des Getreidemagazins eröffnet, das zuvor von der städtischen Militärpflegeverwaltung genutzt war, sowie eine Kunst- und eine Naturabteilung. Das Museum übernahm bald sämtliche Räume des alten städtischen Getreidemagazins, die Raumnot wurde damit aber nicht behoben. 1861 wurde für das wachsende Museum daher ein Neubau zwischen Sebastiansfriedhof und dem Salzburger Hauptbahnhof erwogen. 1868 starb der Gründer Vinzenz Maria Süß.
Nach dem Börsenkrach 1873 wurde hier auch eine Zeichen- und Modellierschule begonnen, die 1875 dem Wiener Architekten Camillo Sitte angetragen wurde. 1876 k.k. Staats-Gewerbeschule, übersiedelte sie 1900 in das Gebäude am Rudolfskai (dann HTL, heute Universität Salzburg – Gesellschaftswissenschaften).
Unter Direktor Jost Schiffmann (Leitung 1870–1881) erfolgte eine romantisch verklärte und beim Publikum beliebte Raumgestaltung, die bis 1921 bestand. 1895 wurde die naturkundliche Abteilung vorübergehend in das Schloss Mirabell verlegt und damit die Raumnot gemindert. Das Schloss Mirabell war mehrfach als Standort für das gesamte Museum im Gespräch.

### Das Museum im 20. Jahrhundert
Anlässlich der 100-Jahr-Feier der Zugehörigkeit Salzburgs zu Österreich hegte das Museum Hoffnungen, auf die Festung Hohensalzburg zu übersiedeln. Der Erste Weltkrieg machte diese Hoffnungen zunichte. 1921 musste das Museum das Haus Griesgasse 21 räumen, um die Wohnungsnot zu lindern. Archiv und Bibliothek wurden in Depots ausgelagert, um zumindest die Schausammlung ausstellen zu können. In dieser Notzeit übernahm als erster Museumsfachmann Julius Leisching 1922 die Direktion und gründete den noch bestehenden Museumsverein. 1923 überließ Leisching die naturhistorischen Sammlungen dem Haus der Natur Salzburg. 1924 wurde die Ausstellung der von Karl Adrian betreuten Volkskundesammlung im Monatsschlössl im Schlosspark Hellbrunn eröffnet.
Trotzdem verfügte das Carolino-Augusteum immer noch über viel zu wenig Platz.
In der Zeit des Nationalsozialismus sollte das Museum zuerst in einem NS-Prunkbau an der Griesgasse und später im damals enteigneten Stift St. Peter untergebracht werden. Schon beim ersten amerikanischen Bombenangriff auf Salzburg am 16. Oktober 1944 erlitt das Museum schwerste Schäden. Beim dritten Angriff wurde das Museumsgebäude weitgehend zerstört. Ein Großteil der Sammlungen blieb dank der bombensicheren Lagerung in 16 Bergungsorten (im Salzbergwerk Hallein sowie in Schlössern und Pfarrhöfen außerhalb der Stadt) unversehrt. Viele nicht transportfähige Kunstschätze gingen verloren, das Sattler-Panorama, das Marientympanon vom romanischen Dom und andere Objekte konnten aber aus dem Bombenschutt geborgen werden. Der Verlust an Kulturgütern dauerte nach Kriegsende unter anderem durch Diebstahl an. Ein Großteil der Goldmünzensammlung verschwand während der amerikanischen Bewachung im Halleiner Salzbergwerk spurlos.
Nach dem Krieg befanden sich die Büros des Museums im Alten Borromäum an der Dreifaltigkeitsgasse, 1952 konnte eine Ausstellung im Hohen Stock der Festung eröffnet werden, und das Vogelhaus neben dem Schloss Mirabell wurde für Ausstellungen adaptiert („Museumspavillon“).
Nach jahrelangen Debatten um einen neuen Standort wurde im Mai 1967 durch den seinerzeitigen Museumsdirektor Kurt Willvonseder ein kleinerer Neubau am alten Standort als Provisorium eröffnet. Neue Standorte und Erweiterungsmöglichkeiten wurden in der Folge jahrelang diskutiert (Festung Hohensalzburg, das um das Stadtkino reduzierte alte Areal am Franz-Josef-Kai, Priesterhaus, Schloss Mirabell, Toskanatrakt, Gewerbeschule am Rudolfskai, Bürgerspital). Ebenso scheiterte das Wettbewerbsprojekt von Hans Hollein für einen Neubau im Mönchsberg. Dieses Projekt war dann für ein Guggenheim-Museum gedacht, konnte aber wegen der Uneinigkeit der Salzburger Politik ebenfalls nicht realisiert werden.
1974 wurde das Domgrabungsmuseum, 1978 das Spielzeugmuseum und im Jahr 2000 das neugestaltete Festungsmuseum auf der Festung Hohensalzburg eröffnet. 2002 präsentierte das Museum in der Sonderausstellung Helene von Taussig – Die geretteten Bilder das Œuvre der vom NS-Regime ermordeten Künstlerin, kuratiert von Nikolaus Schaffer, der auch den Katalog verfasste.

### Das Salzburg Museum in der Neuen Residenz

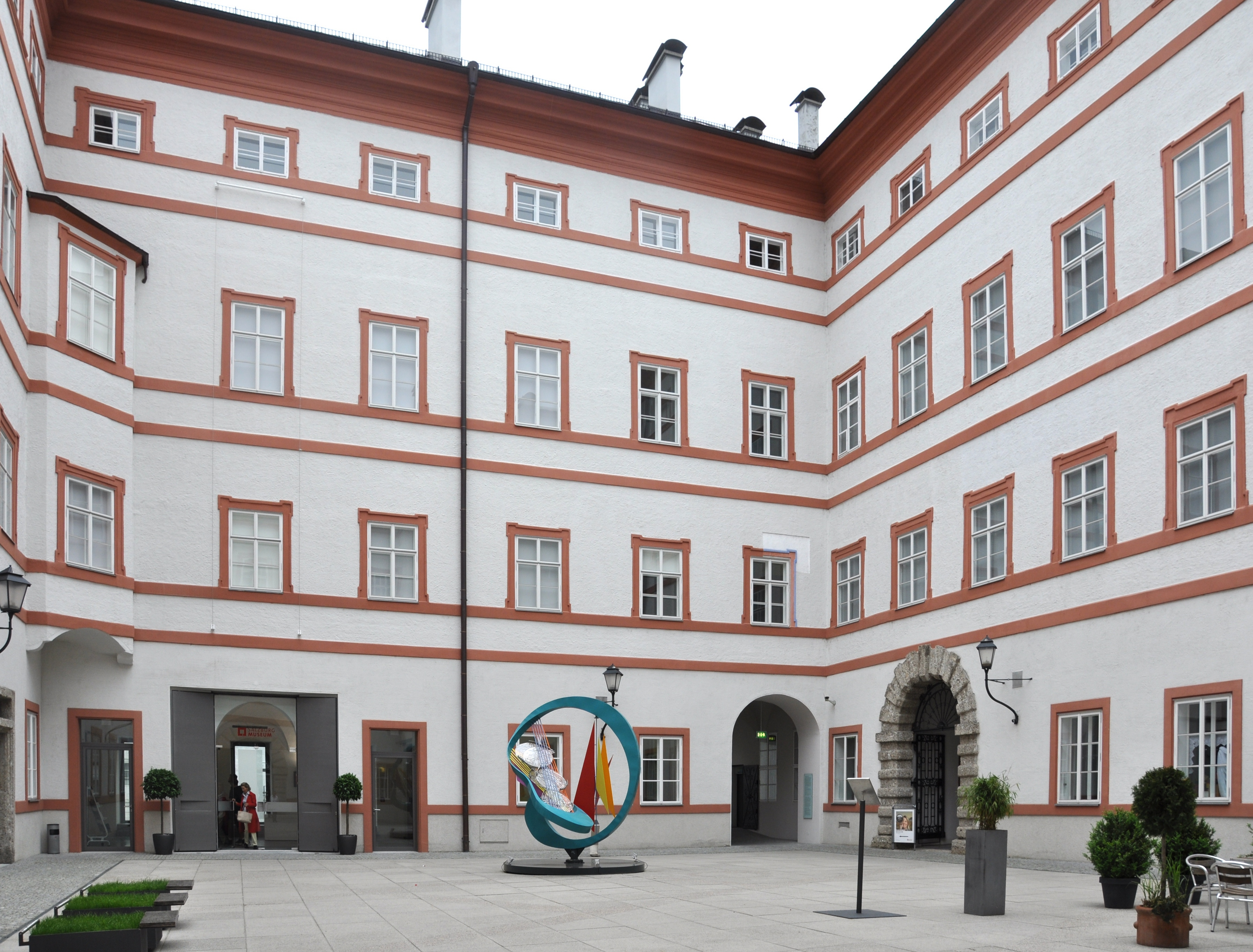
Innenhof der umgebauten Neuen Residenz, seit 2007 Hauptgebäude des Salzburg Museums.

Die Vorarbeiten für die Übersiedlung des SMCA wurden von Landeshauptmann Hans Katschthaler geleistet. Nach langjährigem museumspolitischem Stillstand konnte Landeshauptmann Franz Schausberger 1997 ein Konzept für die Neuordnung der Salzburger Museumslandschaft, ausgearbeitet von Klaus Albrecht Schröder, vorlegen. Die Salzburger Landesregierung entschied, das Residenz-Neugebäude (später Neue Residenz genannt) dem bisherigen SMCA zu widmen. Der 1999 ausgeschriebene Architektenwettbewerb scheiterte jedoch. Erst 2002 erhielten die Salzburger Architekten Kaschl/Mühlfellner als Sieger eines Verhandlungsverfahrens den Auftrag zur Umgestaltung des aus der Zeit von Erzbischof Wolf Dietrich von Raitenau stammenden Gebäudes. Die Baumaßnahmen begannen noch unter Landeshauptmann Franz Schausberger im Herbst 2003 und dauerten bis Sommer 2005.
Ende September 2005 schloss das SMCA das Haupthaus am Museumsplatz. Bedeutende Sammlungsteile wurden magaziniert, „fristen ein Schattendasein in Depots und sind der Öffentlichkeit die meiste Zeit entzogen.“ Vom 27. Januar 2006 bis 7. Januar 2007 wurde in der Neuen Residenz die Ausstellung Viva! MOZART zum 250. Geburtstag des Genius loci gezeigt. Seit 1. Mai 2007 nennt sich die Einrichtung Salzburg Museum.
Heute stehen dem geschichtlich, kulturgeschichtlich und kunstgeschichtlich wichtigsten Museum von Stadt und Land Salzburg in der Neuen Residenz mehr als 3000 Quadratmeter Ausstellungsfläche zur Verfügung, wobei ein neues Konzept verwirklicht wurde. Vorrangiges Ziel ist, Kunstobjekte ästhetisch zu präsentieren und als inhaltlich spannende Geschichte zu erzählen. Auch die aufwändige Beleuchtungstechnik geht neue Wege. Dabei wurden weltweit erstmals LED-Scheinwerfer im Museum eingesetzt. Die Kühlung des Hauses im Sommer erfolgt mit einer modernen Klimaanlage unter Nutzung des kühlen Wassers des bereits im Jahr 1143 erbauten historischen Stiftsarmes des Almkanales.
„Wir wollen beweisen, dass ein modernes kulturgeschichtliches Museum informativ und gleichzeitig unterhaltsam sein kann, wenn ästhetische Gestaltung, moderne Präsentation und wertvolle Kunstobjekte eine Symbiose bilden“, stellte Direktor Erich Marx bei der Eröffnung am 1. Juni 2007 fest. 2007 konnte das Salzburg Museum 680.000 Besucher verbuchen.
Der Dauerausstellung Mythos Salzburg sind Räume im zweiten Obergeschoß gewidmet, der Ausstellung Salzburg persönlich Räume im ersten Obergeschoß. In der Kunsthalle im Untergeschoß werden regelmäßig große Sonderausstellungen gezeigt.
Von 2024 an ist die Neue Residenz für Renovierungsarbeiten geschlossen, 2026 soll das Haus neu eröffnen und auch das neue "Belvedere Salzburg", eine Kooperation mit der Österreichischen Galerie Belvedere, enthalten. 2025 wird auch das neue Museum für das Sattler-Panorama in der historischen Orangerie des Schloss Mirabell fertiggestellt. Von März 2024 bis 2026, während die Renovierungstätigkeiten in der Neuen Residenz andauern, hält das Salzburg Museum „Gastspiele“ in Form von Ausstellungen in und Kooperationen mit anderen Salzburger Institutionen.

## Organisation
Die Salzburg Museen werden heute von der Salzburg Museum GmbH in Besitz von Stadt und Land Salzburg betrieben und vom Salzburger Museumsverein mit seinen mehr als 9000 Mitgliedern unterstützt.

### Zugehörige Museen und Sammlungen, sonstige Angebote
Zum Salzburg-Museum gehören noch weitere Museen:
- Das Panorama Museum Salzburg mit dem Sattler-Panorama,
- das Volkskunde Museum Salzburg im Monatsschlössl im Schlosspark Hellbrunn,
- das Festungsmuseum Salzburg auf der Festung Hohensalzburg,
- das Domgrabungsmuseum Salzburg neben dem Salzburger Dom,
- das Spielzeug Museum Salzburg im alten Bürgerspital nächst der Bürgerspitalkirche,
- das vormalige Salzburger Barockmuseum, aus dessen Beständen gelegentlich Ausstellungen im Nordoratorium des Salzburger Doms (im DomQuartier) gezeigt werden.

Seit 2012 führt das Salzburg Museum auch das Keltenmuseum Hallein – dort befinden sich auch noch das Stadtmuseum Hallein und das Stille Nacht Museum Hallein.
Außerdem betreut das Museum das Salzburger Glockenspiel.
Sonstige Angebote:

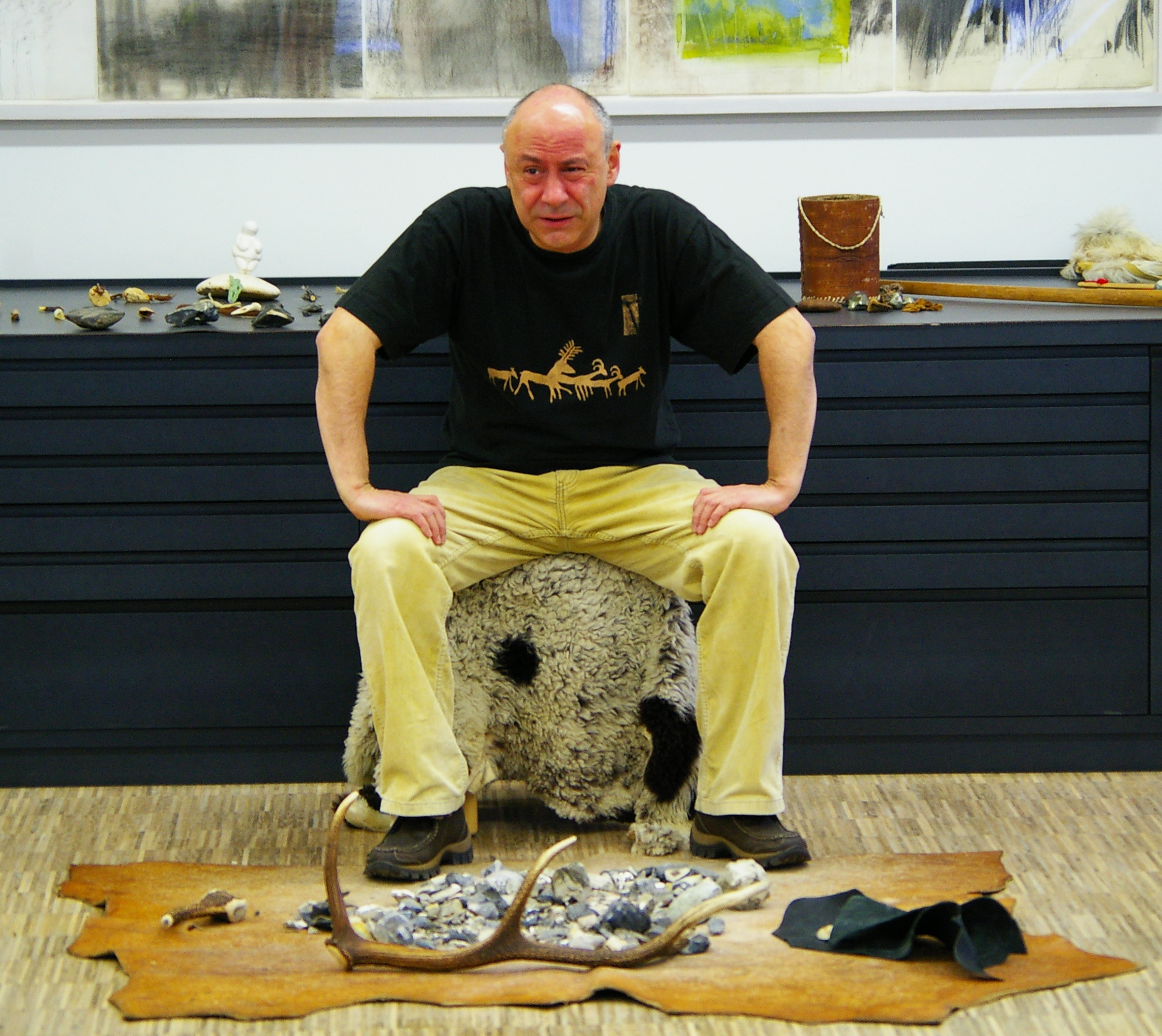
Workshop: Feuerstein und Faustkeil

- Das Salzburg-Museum ist eigenen Aussagen nach das erste Museum weltweit, das 2006 seine Ausstellungen überwiegend mit LED-Beleuchtung ausgestattet hat, der Umbau erfolgte in Zusammenarbeit mit den Firmen Lumitech und Regent-Lightning neben wirtschaftlichen Gründen, ist das Museum damit auch in der Lage Exponate zu zeigen, die wegen der UV-Bestrahlung bei sonst üblicher Beleuchtung nicht ausstellbar wären.[15]
- Das Museum hat ein breitgestreutes museumspädagogisches Angebot, das von der Urgeschichte (z. B. Feuerstein und Faustkeil – Vom Leben in der Steinzeit) bis in die Neuzeit (z. B. Beruf: Fürsterzbischof) reicht. Stadtspaziergänge unter einem besonderen Thema (z. B. Knappe, Knecht und Edelfräulein – Wie Kinder im Mittelalter lebten) stehen ebenfalls im Angebot für Jugendliche.[16]

### Direktoren
- 1834–1868: Vinzenz Maria Süß[17]
- 1868–1870: Johann Riedl
- 1870–1881: Jost Schiffmann
- 1881–1902: Alexander Petter
- 1902–1919: Eberhard Fugger
- 1919–1920: Oskar Seefeldner (interimistisch)
- 1921–1933: Julius Leisching
- 1933–1942: Max Silber
- 1942–1945: Lothar Pretzell
- 1945–1954: Rigobert Funke-Elbstadt
- 1954–1968: Kurt Willvonseder
- 1969–1979: Friederike Prodinger
- 1979–1994: Albin Rohrmoser
- 1994–1996: Fritz Moosleitner (interimistisch)
- 1997–2000: Wolfram Morath
- 2000–2012: Erich Marx
- seit 2012: Martin Hochleitner

## Auszeichnungen
- 2007 Österreichischer Museumspreis
- 2009 Europäisches Museum des Jahres[18]

## Nachweise
- Salzburg Museum. In: Salzburger Nachrichten: Salzburgwiki.
- Geschichte des Museums, salzburgmuseum.at

1. 1 2  Salzburg Museum: Jahresrückblick und Vorschau. Das war 2007: Zahlen, Daten, Meinungen (Memento vom 14. Juli 2014 im Internet Archive). Medieninfo, salzburgmuseum.at
2. 1 2  Salzburg Museum GmbH, salzburgmuseum.at
3. 1 2  Salzburger Museumsverein
4. ↑  Lebenslauf Direktor Hon.-Prof. Mag. Dr. Martin Hochleitner. Salzburg Museum GmbH, abgerufen am 28. November 2021.
5. ↑  Museumsdirektoren seit 1834. Salzburg Museum GmbH, abgerufen am 28. November 2021.
6. ↑  Standorte. Salzburg Museum GmbH, abgerufen am 28. November 2021.
7. ↑  Geschichte des Museums. Salzburg Museum GmbH, abgerufen am 28. November 2021.
8. ↑  Gewerbeschule Salzburg. In: Salzburger Nachrichten: Salzburgwiki.
9. ↑  Nikolaus Schaffer: Helene von Taussig (1879–1942). Die geretteten Bilder. Katalog der Sonderausstellung des Salzburger Museums Carolino Augusteum, Salzburg 2002.
10. ↑  Robert Kriechbaumer: Umstritten und Prägend. Kultur- und Wissenschaftsbauten in der Stadt Salzburg 1986–2011. Wien/Köln/Weimar 2012, S. 186.
11. ↑  Hildegard Kretschmer: Salzburg. Reclams Städteführer Architektur und Kunst (= Universal-Bibliothek. Nr. 19358). Philipp Reclam jun., Stuttgart 2016, ISBN 978-3-15-019358-7, S. 187.
12. ↑  Neue Residenz. salzburgmuseum.at, abgerufen am 1. Juni 2025.
13. ↑  Panorama Museum. salzburgmuseum.at, abgerufen am 1. Juni 2025.
14. ↑  Gastspiel. salzburgmuseum.at, abgerufen am 1. Juni 2025.
15. ↑  Weltweit erstmals LED-Technik für Museumsbeleuchtung. In: oktogon.at. Abgerufen am 20. Januar 2025.
16. ↑  Programm für Schulen. In: salzburgmuseum.at. Salzburg Museum, abgerufen am 20. Januar 2025.
17. ↑  Museumsdirektoren seit 1834. Abgerufen am 22. November 2018.
18. ↑  Salzburg Museum ist Europas Museum des Jahres. In: orf.at. Abgerufen am 20. Januar 2025.

Koordinaten: 47° 47′ 55″ N, 13° 2′ 52″ O